# Vergleich von Rugby Union und Rugby League
Die Mannschaftssportarten Rugby Union und Rugby League haben einen gemeinsamen Ursprung und daher viele Gemeinsamkeiten.
Nach der Spaltung des Rugbysports im Jahr 1895 unterschieden sich Rugby Union und Rugby League zunächst nur in den Verbandsstrukturen. Bald jedoch wurden die Regeln von Rugby League geändert, so dass zwei zum Teil deutlich unterschiedliche Rugbyformen entstanden. Die wichtigsten Unterschiede betrafen die Anzahl der Spieler und die Haltung gegenüber dem Profisport. Während Rugby Union bis 1995 ein reiner Amateursport blieb, war die Abspaltung von Rugby League eine direkte Folge der Verweigerung der Bezahlung von Spielern.

## Spaltung der Rugby-Varianten
Rugby Union ist die ältere der beiden Sportarten und wurde zu Beginn seiner Entwicklung als Rugby football („Rugby-Fußball“) bezeichnet. 1865 erfolgte die Gründung der Football Association. Dieser gehörten Vereine an, die nach einem Regelwerk spielten, das mit dem heutigen Fußball bereits sehr große Ähnlichkeit aufwies und beispielsweise das Passen und Fangen des Balls mit den Händen verbot. Vereine, die weiterhin nach den Regeln der Rugby School spielten, gründeten 1871 die Rugby Football Union (RFU; „Rugby-Fußball-Union“). Das Spiel verbreitete sich daraufhin im übrigen britischen Empire und auch in Frankreich.
1892 beschuldigte die RFU die Vereine aus Yorkshire des angeblichen Professionalismus, weil sie ihren Spielern eine Entschädigung für Arbeitsversäumnisse zahlten. Den Vorschlag, Spielern bis zu sechs Shilling zu zahlen, wenn sie aufgrund von Spielverpflichtungen der Arbeit fernblieben, lehnte die dem reinen Amateurgedanken verpflichtete RFU kategorisch ab. 1895 erklärten führende Vereine aus Lancashire, dass sie ihre Verbündeten aus Yorkshire bei den Bemühungen, die Spieler zu entschädigen, unterstützen würden. Daraufhin erfolgte die Gründung der Northern Rugby Football Union, der heutigen Rugby Football League („Rugby-Fußball-Liga“). Der Union-Verband verhängte Sanktionen gegen Vereine, Spieler und Funktionäre, die an der Abspaltung beteiligt waren. Davon betroffen waren auch Amateure, die mit oder gegen Mannschaften der Northern Union spielten. Nach der Spaltung nannte man die getrennten Regelwerke Rugby Union und Rugby League.
Der International Rugby Board (IRB; heute World Rugby) war bereits 1886, also noch vor der Spaltung gegründet worden. Er bildete den globalen Dachverband für Rugby Union, obwohl ihm zu Beginn nur England, Wales, Irland und Schottland angehörten. Die Gründung eines konkurrierenden Weltverbands, des International Rugby League Board (IRLB; heute International Rugby League), erfolgte 1948. Am 26. August 1995 hob der IRB sämtliche Beschränkungen bezüglich der Bezahlung von Spielern auf und läutete damit die Professionalisierung von Rugby Union ein.

## Namensgebung
Obwohl es sich bei beiden Rugby-Varianten um eine Form von Fußball (football) handelt, kann dies im englischen Sprachraum vielerorts zu Verwirrung führen, da unter football je nach Land oder Region Association Football (Fußball), Gridiron Football (mit den Varianten American Football und Canadian Football), Gaelic Football oder Australian Football verstanden wird. In weiten Teilen der Welt, in denen Rugby Union gespielt wird, ist Rugby League kaum verbreitet. Dort ist Rugby Union allgemein einfach als Rugby bekannt. In Ländern, in denen sowohl Union als auch League gespielt wird, muss zwischen den beiden Varianten unterschieden werden.
Im Vereinigten Königreich bezeichnen Union- oder League-Fans ihre Sportart nur selten als football, da dies in den meisten Fällen auf Association Football verweist. Rugby Union wird in der Regel einfach als Rugby bezeichnet; in Nordengland kann sich das Wort Rugby auf beide Sportarten beziehen, bedeutet aber in der Regel Rugby League. Der Spitzname Rugger, der in englischen Eliteschulen entstand, bezieht sich fast immer auf Rugby Union. In Australien und Neuseeland wird Rugby League in der Regel als league oder football bezeichnet, wobei letzteres verwirrend sein kann, da Australian Football und Association Football ebenfalls so bezeichnet werden. Rugby Union wird oft einfach Rugby genannt, ohne die Zweideutigkeit, die dieser Begriff im Vereinigten Königreich hat. In Frankreich wird Rugby Union als Rugby à quinze (Rugby mit 15) oder einfach Rugby bezeichnet, während Rugby League als Rugby à treize (Rugby mit 13) oder jeu à treize (Spiel mit 13) bekannt ist. Im deutschsprachigen Raum ist mit Rugby praktisch immer Rugby Union gemeint. Verbreitet sind auch die Begriffe „Fünfzehner-Rugby“ für Union und „Dreizehner-Rugby“ für League.

## Spielweise
Seit der Spaltung im Jahr 1895 wurden die Regeln von Rugby League schrittweise geändert, um eine schnellere, zuschauerfreundlichere Sportart zu schaffen. Beispielsweise reduzierte man die Anzahl der Spieler von 15 auf 13 pro Mannschaft und ersetzte Rucks und Mauls durch einen Neustart durch das Rollen des Balls nach hinten („play-the-ball“). Die Rugby-Union-Regeln haben sich weniger stark geändert; die Änderungen betrafen vor allem Anpassungen bei der Punktevergabe, wodurch das Spiel heute mehr auf das Erzielen von Versuchen als von Toren ausgerichtet ist. Allgemein ist seit der Professionalisierung der Trend zu beobachten, dass Rugby Union sich vor allem in technischer und taktischer Hinsicht vermehrt von Rugby League inspirieren lässt.

### Ähnlichkeiten beider Varianten
Beide Formen des Rugby besitzen die gleichen Grundregeln. Ziel ist es, innerhalb von 80 Spielminuten mehr Punkte durch Versuche, Erhöhungen, Straftritte und Dropgoals zu erzielen als der Gegner. Ein Tor wird erzielt, indem der Ball zwischen den beiden Pfosten und über die Querlatte gekickt wird. Ein Versuch wird erzielt, wenn der Ball auf oder hinter der Mallinie der verteidigenden Mannschaft abgelegt wird. Die Mannschaft, die den Versuch erzielte, hat die Möglichkeit, zwei zusätzliche Punkte zu erzielen, indem sie eine Erhöhung ähnlich einem Straftritt von einem Punkt entlang einer Linie aus startet, die parallel zur Seitenlinie verläuft und genauso weit von der Seitenlinie entfernt ist wie der Ort, an dem der Versuch erzielt wurde.
Der Ball kann auf drei Arten nach vorne befördert werden: durch Kicken, durch einen mit dem Ball in der Hand laufenden Spieler oder durch eine Standardsituation. Der Ball kann zwischen Mitspielern rückwärts oder seitwärts geworfen werden. Er kann nicht nach vorne geworfen, aber nach vorne gekickt werden. Das Fallenlassen des Balls in Vorwärtsrichtung führt zu einem Gedränge. Nur der ballführende Spieler darf angegriffen werden. Mit einem Tackling kann der Ballträger zu Boden gebracht oder seine Vorwärtsbewegung gestoppt werden. Die Spielpositionen sind unterteilt in "Backs" (Hintermannschaft), die in der Regel schneller und beweglicher sind und die meisten Punkte erzielen, sowie die größeren, stärkeren "Forwards" (Stürmer), die an den physischen Aspekten des Rugby beteiligt sind und in der Regel mehr Tacklings ausführen. 

### Spieler
In Rugby Union können maximal 15 Spieler gleichzeitig spielen, während in Rugby League 13 Spieler zugelassen sind. Viele der Positionen haben ähnliche Namen, sind aber in der Praxis sehr unterschiedlich. Die geringere Bedeutung des Gedränges und die Abschaffung der Gasse im Rugby League haben dazu geführt, dass das Spiel schneller und flüssiger wurde. Die Ähnlichkeit beider Varianten hat dazu geführt, dass Spieler zwischen den beiden Regelwerken wechseln können. Rugby-League-Vereine rekrutierten zunächst namhafte Union-Spieler, worauf die Union-Verbände gegen alle Spieler, die Rugby League spielten, lebenslange Sperre aussprachen. Doch auch diese drakonischen Maßnahmen konnten nicht verhindern, dass immer wieder hochklassige Union-Spieler aus wirtschaftlichen Gründen zu Rugby League wechselten, insbesondere seit den 1980er Jahren. Die Professionalisierung von Rugby Union im Jahr 1995 (hundert Jahre nach der Spaltung) führte zu einer gewissen Gegenbewegung. Seither haben zahlreiche Spieler für die Nationalmannschaften beider Varianten gespielt, insbesondere in Australien, England, Neuseeland und Wales.

### Ballbesitz
Ein großer Unterschied zwischen den beiden Varianten besteht darin, dass im Rugby League mehrere Möglichkeiten der Erlangung des Ballbesitzes wegfallen, die im Rugby Union weiterhin bestehen. Gerät der Ball ins Seitenaus, wird der Ballbesitz im Rugby Union durch eine Gasse ermittelt, während im Rugby League das Spiel durch ein Gedränge wieder aufgenommen wird. Da der Schwerpunkt weniger auf dem Kampf um den Ballbesitz liegt, gibt es im Rugby League tendenziell weniger Spielunterbrechungen. Der Ball ist häufiger im Spiel und das Spielfeld muss durch weniger Spieler (13 statt 15) abgedeckt werden. Aus diesen Gründen gilt Rugby League als die körperlich anstrengendere Variante.
Im Rugby Union kann die angreifende Mannschaft den Ball so lange wie möglich halten und benutzen, während das Ziel der gegnerischen Mannschaft darin besteht, ihr den Ball zu entreißen. Im Rugby League kann die ballführende Mannschaft sechsmal angegriffen werden, bevor sie den Ballbesitz abgeben muss. Darüber hinaus wird der Spielfluss nach jedem erfolgreichen Tackling gestoppt (d. h. nach einem Angriff wird nicht mehr um den Ball gekämpft). Nachdem die angreifende Mannschaft fünfmal angegriffen wurde, wird sie den Ball in der Regel entweder für einen Angriffszug oder für Raumgewinn kicken. Da der Ball im Rugby League nur bei einem Eins-gegen-eins-Tackling entrissen werden kann, gibt es weniger Möglichkeiten für einen Ballbesitzwechsel als im Rugby Union. Allgemein führt die Sechs-Tackle-Regel im Rugby League zu einer gleichmäßigeren Verteilung des Ballbesitzes. In beiden Varianten verliert die angreifende Mannschaft den Ballbesitz, wenn sie den Ball fallen lässt oder nach vorne passt, was dazu führt, dass der verteidigenden Mannschaft ein Gedränge zugesprochen wird.
Im Rugby Union kann der Ballbesitz auch bei Gassen und Gedrängen umkämpft werden. Während es im Rugby League keine Gasse gibt, ist ein Gedränge selten umkämpft, da die Mannschaft, der das Gedränge zugesprochen wurde, fast immer in Ballbesitz kommt. Umkämpft kann der Ballbesitz auch nach Kicks sein, mit denen das Spiel von der Mittellinie oder in beiden Varianten von der 22-Meter-Linie wieder aufgenommen wird (im Rugby League auch von der Mallinie). Bei Wiederaufnahme des Spiels wird im Rugby League üblicherweise ein Raumgewinn angestrebt, es sei denn, der Ballbesitz wird schnell benötigt (beispielsweise wenn eine Mannschaft in Rückstand geraten ist und nur noch wenig Zeit zu spielen ist). Hingegen wird im Rugby Union das Spiel eher über eine kurze Distanz fortgesetzt, um den Spielern die Möglichkeit zu geben, in der Luft um den Ballbesitz zu kämpfen.
Der Ballbesitz kann in beiden Varianten auf die gleiche Weise wechseln:
- Wenn der Ball zur gegnerischen Mannschaft gekickt wird, kann dies jederzeit geschehen, aber im Rugby League ist es üblich, beim letzten Tackling einen Punt zu machen.
- Nach einem erfolglosen Torschuss. Wenn der Abstoß das Tor verfehlt und ins Aus geht, wird das Spiel an der 22-Meter-Linie (Union) oder 20-Meter-Linie (League) fortgesetzt.
- Wenn ein gegnerischer Spieler einen Pass abfängt.
- Wenn der Spieler in Ballbesitz den Ball fallen lässt und der Ball von einem gegnerischen Spieler aufgenommen wird.
- Wenn ein Spieler den Ball nach vorne abprallen lässt oder einen Pass nach vorne wirft, erhält die andere Mannschaft ein Gedränge. In einigen Fällen kann der Schiedsrichter das Spiel fortsetzen, wenn die Mannschaft, die den fallengelassenen Ball aufnimmt, die Vorteilsregel anwendet.
- Wenn ein Spieler eine Regelverletzung begeht, erhält die gegnerische Mannschaft einen Straftritt zugesprochen.

Der Ballbesitz kann im Rugby League auf verschiedene Weise wechseln:
- Wenn der Ball aus dem Spiel geht, erhält der Gegner ein Gedränge zugesprochen. Geschieht dies durch einen Kick, der den Ball berührt, wird dies als ball-back (Ballrückgabe) bezeichnet, und das Gedränge wird dort gebildet, wo der Ballkontakt stattgefunden hat. Andernfalls wird das Gedränge 20 Meter vom Berührungspunkt entfernt gebildet. Straftritte und 40/20-Kicks sind Ausnahmen von dieser Regel.
- Bei einem Eins-gegen-eins-Tackling kann der Tackler dem angreifenden Spieler den Ball abnehmen, solange der Schiedsrichter nicht held („gehalten“) gerufen hat oder der angreifende Spieler sich auf den Boden hat fallen lassen, um einen abgeschlossenen Tackle anzuzeigen.
- Ein automatischer Wechsel findet statt, wenn die Mannschaft im Ballbesitz keine Tackles mehr hat oder wenn beim sechsten Tackle der Ball nach vorne fallengelassen wird (knock-on).

Der Ballbesitz kann im Rugby Union wie folgt wechseln:
- Wenn der Ball aus dem Spiel geht, kann dem Gegner eine Gasse zugesprochen werden. Die gegnerische Mannschaft erhält eine Gasse, wenn die ballbesitzende Mannschaft den Ball aus dem Spiel kickt und ihr vor dem Kick kein Straftritt zugesprochen wurde.
- Die angreifende Mannschaft kann den Ballbesitz bei einer Gasse, einem Gedränge, Maul, Ruck oder Tackle verlieren.

### Tackling
In beiden Spielen ist ein Tackling erlaubt, um den ballführenden Spieler entweder zu Fall zu bringen oder ihn am Weiterkommen zu hindern. Nicht erlaubt ist das Tackeln oder Stören eines Spielers, der nicht im Ballbesitz ist. Das Beinstellen ist in beiden Regelwerken verboten, jedoch darf im Rugby League ein Spieler, der den Ballträger mit beiden Händen festhält, ihn mit den Beinen zu Boden bringen. 
Im Rugby League gilt ein Tackle als beendet, wenn der Ellbogen des Arms, der den Ball hält, den Boden berührt oder der Spieler in einem aufrechten Tackle gehalten wird. Der Ball kann nicht weitergespielt werden, und es muss ein Play-the-ball oder eine Übergabe stattfinden. Im Rugby Union gilt ein Tackling als beendet, wenn der ballbesitzende Spieler am Boden festgehalten wird; dieser Spieler muss den Ball sofort spielen (entweder loslassen, weitergeben oder, wenn er sich über der Mallinie befindet, den Ball zu Boden bringen). Im Rugby League wird der Ball nach jedem Tackling gespielt. Im Rugby Union wird das Spiel nicht unterbrochen, wenn ein Spieler durch ein Tackling zu Boden gezwungen wird, da der angegriffene Spieler den Ball sofort spielen und der Tackler wegrollen muss, was im Allgemeinen bedeutet, dass sich ein Ruck bildet. 
Die Regeln von Rugby League verbieten ausdrücklich das so genannte "freiwillige Tackling": Spieler dürfen nur dann zu Boden gehen, wenn sie tatsächlich von einem Gegner angegriffen werden. In der Vergangenheit gab es im Rugby Union keine entsprechende Regel. Mittlerweile ist das absichtliche Fallenlassen zur Erlangung eines Vorteils verboten. Ein Spieler, der mit dem Ball oder auf dem Ball zu Boden fällt, muss den Ball sofort loslassen, ihn abgeben oder mit ihm aufstehen.

### Punktevergabe
Zwischen beiden Varianten gibt es erhebliche Unterschiede bezüglich der Punktevergabe. Der Versuch ist jeweils das wichtigste Mittel, um Punkte zu erzielen. Im Rugby Union ist er fünf Punkte wert, im Rugby League vier Punkte. In beiden Varianten werden für eine erfolgreich durchgeführte Erhöhung zwei Punkte gutgeschrieben. Ein Dropgoal ist im Rugby Union drei Punkte und im Rugby League einen Punkt wert. Ein Straftritttor wird im Rugby Union mit 3 Punkten und im Rugby League mit 2 Punkten bewertet.
Im Rugby Union kann ein Spieler, der kurz vor der Mallinie getacklet wird und zu Boden geht, den Ball hinter der Linie ablegen. Dies ist im Rugby League nicht erlaubt, es sei denn, der Schwung des Spielers führt ihn in einer durchgehenden Bewegung über die Linie. Wäre der Tackle abgeschlossen worden, würde ein solcher Spielzug eine „doppelte Bewegung“ darstellen und der Versuch nicht anerkannt. Aufgrund der häufigeren Regelverstöße während des Kampfes um den Ball sind Straftritte im Rugby Union deutlich häufiger. In Verbindung mit der höheren Punktzahl bei erfolgreicher Verwandlung von Straftritten führt dies dazu, dass sie einen wesentlich höheren Anteil an der Gesamtpunktzahl eines Spiels ausmachen als im Rugby League.

### Ball und Spielfeld
Die Rugbybälle sind in beiden Varianten sehr ähnlich und besitzen jeweils die Form eines verlängerten Rotationsellipsoids. League-Bälle sind annähernd gleich groß wie Union-Bälle, sind an den Rändern jedoch etwas spitzer.
Ein Rugby-League-Spielfeld ist zwischen 112 und 122 m lang sowie 68 m breit, wobei der Abstand zwischen den Mallinien 100 Meter beträgt. Quer über das Spielfeld verlaufen Linien, die jeweils einen Abstand von zehn Metern markieren. Ein Malfeld erstreckt sich sechs bis elf Meter hinter jeder Mallinie. Ein Rugby-Union-Spielfeld ist zwischen 106 und 144 m lang sowie 68 bis 70 m breit (üblich sind 70 m). Dabei variiert der Abstand zwischen den Mallinien zwischen 94 und 100 Metern. Quer unterteilt wird das Spielfeld von der Mittellinie, der 22-Meter-Linie, der 10-Meter-Linie und der 5-Meter-Linie. Weitere Linien befinden sich außerdem jeweils 5 und 15 m von der Seitenlinie entfernt.